# Идрисов, Руслан Муслимович
Русла́н Мусли́мович И́дрисов — проживающий во Франции чеченский спортсмен, обладатель 6-го дана карате Кёкусинкай, тренер. Представитель тайпа Варандой.

## Биография
Родители (отец Муслим Гумаков, мать Густан Идрисова) родом из села Чишки. Родился в Киргизской ССР в годы депортации. В 1969 году семья вернулась на родину и временно поселилась в Чечен-Ауле, а в 1973 году переехала в Аргун. В семье было три сына и четыре дочери.
Занимался боксом. Играл в футбол, с 1973 года играл за клуб «Вайнах» (Аргун). В начале 1970-х годов увидел фильм «Гений дзюдо», после которого заинтересовался восточными единоборствами и стал самостоятельно ими заниматься. В 1975 году был призван в армию. Службу проходил в Монголии, где продолжал тренировки.
После завершения службы приехал домой. Через несколько дней у него обнаружился туберкулёз и он был признан инвалидом. Лечение не привело к улучшению. Поэтому через два месяца он ушёл из больницы и для восстановления здоровья стал заниматься карате. Тогда же начал тренерскую деятельность.
В 1978 году создал спортивный военно-патриотический клуб «За Родину». Поскольку изучение восточных единоборств в СССР не приветствовалось, то клуб сразу стал объектом преследований со стороны власти. В 1983 году Идрисов, не желая уступать нарастающему давлению, объявил голодовку в защиту своего детища, которая продолжалась 35 дней. Власть отступила. Было достигнуто соглашение о том, что клуб будет функционировать не только под патронажем Аргунского городского Совета народных депутатов, но и отдела по делам несовершеннолетних при МВД Чечено-Ингушской АССР. Когда в мае 1984 года было принято решение о запрете карате на всей территории СССР, оно не коснулось клуба, которым руководил Идрисов.
В 2003 году переехал во Францию из-за продолжающихся лёгочных кровохарканий и необходимости в тёплом морском климате (на данный момент, в своей жизни перенёс 4 операции: ЧИАССР — 1985 год, удалено часть левого лёгкого и 3 ребра. 1986 год — удалено 2/3 желудка. Франция — 2012 год, блокада лопнувшей лёгочной артерии. 2016 год — удален лопнувший жёлчный пузырь. По сей день подвержен лёгочным кровохарканьям, которые продолжаются с 1977 года).
В 2004 году познакомился в Ницце с известным тренером Патриком Риго и стал посещать возглавляемый им клуб «Les Spartiates». Из-за болезни сына не смог продолжать посещение клуба. Использовал свободное время для подготовки живущего в одном с ним посёлке La Condamine Сулимана Абдурашидова. В результате в 2011 году Абдурашидов завоевал Кубок Франции и стал серебряным призёром чемпионата Франции. В том же году получил специальный приз как лучший спортсмен Монако и был признан лучшим спортсменом чеченской диаспоры в Европе среди юниоров. А сам Идрисов был признан лучшим тренером чеченской диаспоры.

## Известные воспитанники
- Абдурашидов, Сулиман — боксёр, чемпион и призёр чемпионатов Франции, обладатель Кубка Франции.